# Cotinga
Cotinga és un gènere d'ocells de la família dels cotíngids (Cotingidae).

## Taxonomia
Segons la Classificació del Congrés Ornitològic Internacional (versió 14.2, 2024) aquest gènere està format per set espècies:
- Cotinga ullgroga (Cotinga maynana Linnaeus, 1766)
- Cotinga metàl·lica (Cotinga cayana Linnaeus, 1766)
- Cotinga amable (Cotinga amabilis Gould, 1857)
- Cotinga blava (Cotinga nattererii Boissonneau 1840)
- Cotinga turquesa (Cotinga ridgwayi Ridgway, 1887)
- Cotinga maculada (Cotinga maculata Müller, PLS, 1776)
- cotinga de pit porpra (Cotinga cotinga Linnaeus, 1766)